# Vilalba
Vilalba – miasto w Hiszpanii w północno-zachodniej Galicji w prowincji Lugo. Założone w VI wieku.